# Ефкарпија
Ефкарпија (грч. Ευκαρπία) је градско насеље општине Павлос Мелас у Солуну, Грчка. Према попису из 2021. године било је 15.416 становника.
Насеље је подигнуто после 1922. године на месту где је био турски читлук. Насељене су 142 грчке избегличке породице из Турске, којих је на попису из 1928. године било 591. Због близине Солуна насеље се брзо развија, те је 1991. године имало 3.480 становника. Стари назив насеља је Лембет Чифлик.